# Silkwood (Australia)
Silkwood – miasto w Australii, w stanie Queensland.